# Und führe uns nicht in Versuchung (1917)
Und führe uns nicht in Versuchung ist ein deutsches Stummfilm-Melodram aus dem Jahre 1917 von Richard Eichberg mit Ellen Richter und Theodor Loos in den Hauptrollen.

## Handlung
Der Mönch Franziskus, ein Laienbruder, bewundert mit Inbrunst ein schönes Madonnenbildnis, das der Graf Ortum dem Kloster zum Geschenk gemacht hat. Franziskus ist derart verzückt von dem Gemälde, dass er mit Hilfe seines Malerfreundes Reinhard herausfinden möchte, welches Mädchen dafür Modell gestanden hat. In einer Künstlerkneipe findet er sie schließlich, die junge Frau heißt Maritana. Die Verehrung geht bald so weit, dass Franziskus dem klösterlichen Leben entsagt und Maritana heiratet. Mit ihr als Muse wird Franziskus bald ein anerkannter Bildhauer. Doch eines Tages ziehen dunkle Wolken über beider Eheglück, denn ein gewisser Konsul Halden taucht auf und macht der Bildhauersgattin unverdrossen den Hof. Ihr zu Ehren stellt er sogar ein Fest auf die Beine. Nachdem Halden Maritana seine Liebe gestanden hat, verlässt diese ihren Ehemann und will fortan ein Leben in Luxus und Ausschweifung an der Seite des wohlhabenden Konsuls verbringen.
Monate ziehen ins Land, und der tief getroffene Franziskus hat nur noch Rache an seinem treulosen Eheweib und dem Nebenbuhler im Sinn. Als eines Tages Konsul Halden Maritana zu Ehren ein „indisches“ Mottofest auf die Beine stellt, geht auch Franziskus, verkleidet als Inder, in Begleitung der früheren Geliebten Haldens uneingeladen dorthin. Als Franziskus Maritana und Halden turteln sieht, kann er nicht länger an sich halten, reißt seine Maske herunter und liefert sich mit dem Konsul einen harten Faustkampf. Aus ihm geht Franziskus als Sieger hervor. Dann flieht der einstige Mönch zurück in sein altes Kloster, verfolgt von Maritana und einigen Häschern. Franziskus sieht sich schon in den Händen der Polizeigewalt, da erwacht er aus einem schweren Traum und sieht, wie sich der Prior des Klosters mild lächelnd über ihn beugt. War alles nur ein schaurig-schöner Traum? Am Ende hört man die Worte der betenden Mönche „… und führe uns nicht in Versuchung“.

## Produktionsnotizen
Und führe uns nicht in Versuchung entstand im August 1917, passierte die Filmzensur im Oktober desselben Jahres und wurde im November 1917 in Berlins Kammerlichtspielen uraufgeführt. Die Länge des Vierakters betrug 1451 Meter.